# Modelo de cámara web

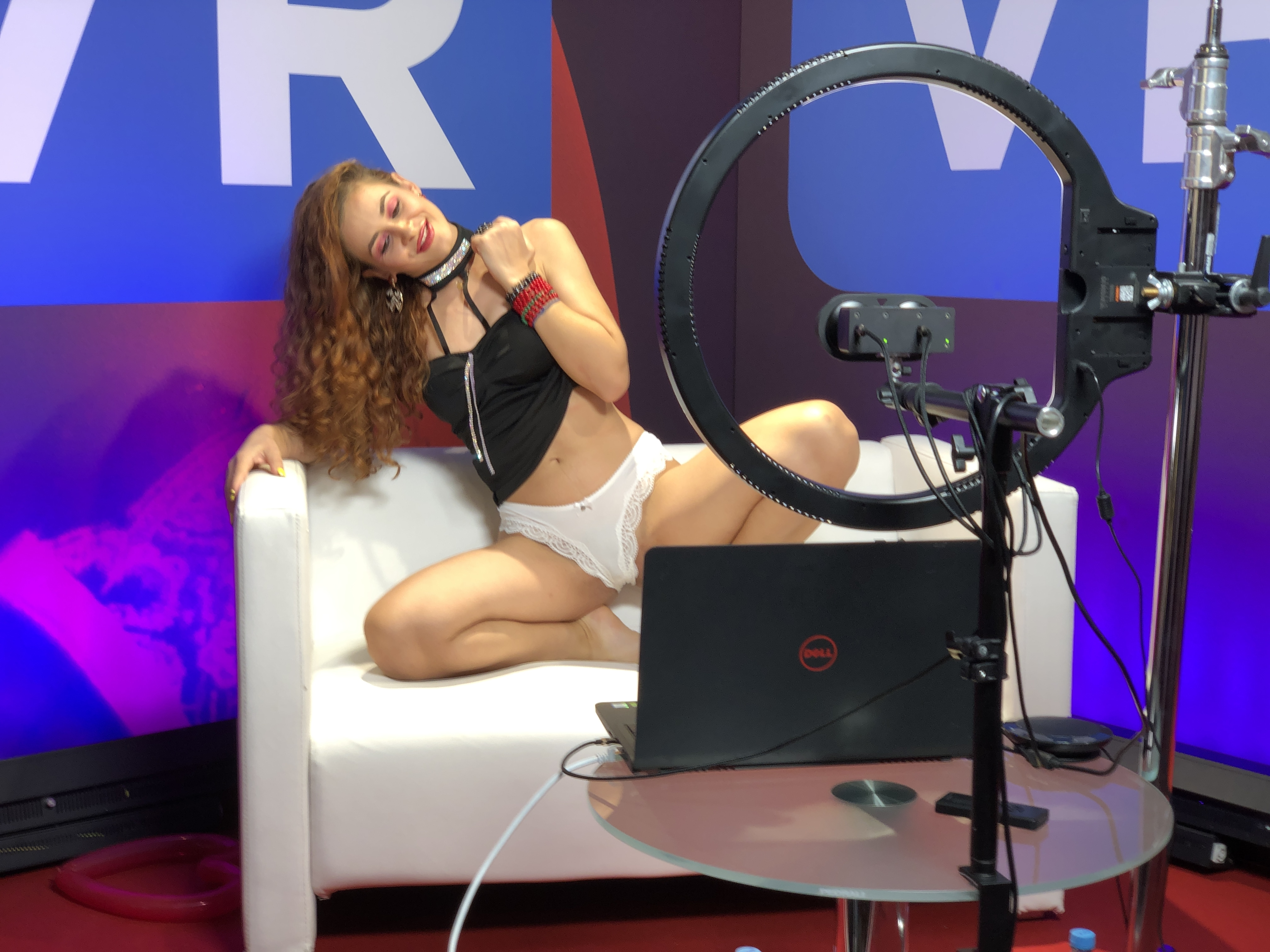
Modelo de Webcam

Un modelo de cámara web o modelo webcam (del inglés webcam model; camgirl si se trata de una mujer, camboy si el modelo es un hombre) es un actor o actriz que transmite vídeo en tiempo real por internet utilizando una cámara web. Es frecuente mostrarse desnudo o en ropa interior y comportarse de forma sexualmente provocativa, pero no imprescindible. Algunos modelos simplemente conversan sobre varios temas mientras reciben propinas de sus fanes a través de una plataforma de transmisión. Además, existen dos tipos de modelos webcam, los que son independientes y los que trabajan para una agencia de modelaje webcam. 

## Historia
En los años 90 surgieron las primeras modelos de cámaras Web, y la forma de trabajo era muy diferente a la contemporánea. Las "cam girls" solían ser mujeres que transmitían por internet la mayoría de su vida, 24 horas al día, sin censura ni límites. Lo más llamativo de esas transmisiones eran los eventos sexuales que solían tener estas personas, por ejemplo, tener relaciones sexuales con un novio, o masturbarse en una tarde solitaria. Estos sitios llegaron a ser muy populares y sus modelos muy ricas [citation needed], debido a que era algo muy novedoso que nadie antes había hecho, y el morbo y la curiosidad hacían que la gente pagara membresías no muy baratas para poder ver esas transmisiones.
Pocos años después la idea fue sobre explotada, y surgieron nuevas maneras de modelar por cámara en internet. La forma más popular entonces, y que sigue siendo la más popular en 2014, es la de sitio web único con muchísimos modelos, clasificados por sus características físicas, sus gustos, o sus disposiciones.

## Forma común de trabajo
Aunque hay muchas maneras que han sido usadas para realizar este trabajo (como un trato directo con la modelo, pagar por adelantado, y recibir el espectáculo en privado por servicios como Skype), las formas más comunes son: sitio web gigante, y sesiones especiales de sexo por webcam en sitio web de estrella pornográfica.

### Sitio Gigante de Webcams
Un sitio de internet, dedicado específicamente a esto, es mediador de estos eventos. El sitio se encarga de cobrar a los usuarios y pagar a las modelos, promocionarlas, brindar la infraestructura informática requerida, etcétera. Las modelos se registran en el sitio, usualmente se les pide identificaciones y cartas firmadas en las cuales aceptan las condiciones de ser modelo de webcam (ser vista desnuda o realizando actos sexuales).
Entonces, la modelo es catalogada en el sitio web, de acuerdo a un perfil que ella llena, en el cual se le preguntan sus características físicas, sus gustos y aficiones generales, sus preferencias sexuales, sus gustos específicos en las actividades sexuales, sus disposiciones, etcétera. Las disposiciones son los actos que la modelo está dispuesta a realizar para el usuario, y pueden ir desde lo más limitado que es ni siquiera desnudarse, hasta tener un orgasmo en vivo; ejemplos de estos actos: masturbación con los dedos, close up a los genitales, estimular el ano, mostrar los pies, bailar, masturbación con un vibrador, realizar eyaculación femenina, etcétera.
El hecho de que estén catalogadas de acuerdo a esos aspectos, permite que el usuario fácilmente encuentre una modelo de webcam que tenga características que le atraigan, y esté dispuesta a realizar las acciones que desee.
Los sitios de internet son promovidos usualmente mediante programas de afiliación y publicidad en otros sitios pornográficos, o incluso en sitios no pornográficos como Youtube. La técnica de mercadotécnia utilizada es usualmente atraer a los usuarios prometiéndoles aliviar la frustración sexual que sienten, debido a que la pornografía en videos o fotografías no suele ser tan emocionante e interactiva como una relación sexual real. Así, charlar con una modelo de webcam resultaría una simulación algo más cercana a lo que sería el sexo en la vida real.
Los usuarios llegan al sitio y eligen a una modelo. La modelo se muestra en una sala de chat, usualmente no desnuda pero sí con vestimenta provocadora, y suelen charlar con los clientes potenciales. Entonces pueden suceder dos cosas, para que la modelo realice alguno de los actos sexuales, una de ellas es recibir suficientes propinas de parte de la mayoría de los usuarios presentes, para que haga algo de eso; la otra es que un usuario solicite un chat privado (que se cobra en minutos, usualmente $4 USD por minuto) en donde él es el único que habla con la modelo y entonces la modelo ha de hacer lo que sea que él le pida, mientras esté dentro de los límites que estableció la modelo en su perfil. Existe también un modo llamado "Voyerista" donde por un poco menos de dinero por minuto puedes entrar a ver el show de una modelo pero sin tener derecho a chat o al sonido. Estas dinámicas son las que hacen que ser modelo de webcam sea muy redituable.
Las modelos suelen transmitir desde su habitación en su casa.

### Sitio de una actriz pornográfica famosa
La segunda forma más popular es una incidental, en los sitios de internet que son de estrellas pornográficas específicas. Estos suelen ofrecer espectáculos por webcam, que funcionan de manera similar a la mencionada, pero en lugar de que sea en un sitio enorme con muchas modelos, es en su sitio personal, que suele contener una colección de sus películas pornográficas. 

### Sitio de emisión por webcam en cada país
También hay empresas especializadas en cada país para ofrecer un servicio más directo a las modelos de webcam, algunas de estas empresas nacionales ofrecen servicios como el alquiler de equipos informáticos con webcams a las modelos o cuentan con instalaciones donde las modelos de webcam pueden trabajar e incluso convivir entre ellas.

## Fetichismo y modelos especializadas
Muchas modelos suelen enfocar sus actividades no solo a la masturbación o prácticas sexuales comunes, sino a satisfacer los deseos de las personas que tienen gustos no muy comunes. Ejemplos de esto son:
- Modelos dedicadas al fetichismo de pies. Suelen ser sus pies el eje central de sus espectáculos.
- Modelos dedicadas al sadomasoquismo, y la dominación femenina. Suelen actuar agresivamente con los usuarios, y estos suelen ser personas que se excitan al ser tratadas mal.
- Modelos dedicadas a la sumisión. Cumplen los deseos de dominación de los usuarios, y se dejan insultar o humillar.
- Modelos dedicadas al fetichismo por la tos.
- Modelos dedicadas al fetichismo por mascar chicle.
- Prácticamente cualquier gusto extraño o peculiar.

Muchos de estos gustos ni siquiera requieren un acto sexual especial, y los usuarios suelen recurrir a estas modelos porque no suelen encontrar gente real con la que puedan compartir sus fetichismos y parafilias.
La mayoría de los sitios web de modelos de cámaras web tienen categorías especiales en donde aparecen las modelos dispuestas a realizar alguna cosa fetichista. Pero tienen restricciones y prohíben que se realicen actos de parafilias muy controvertidas o ilegales, como la coprofilia o la zoofilia.